# Igny (Essonne)
Igny  [iɲi] je francouzská obec v departementu Essonne v regionu Île-de-France.

## Poloha
Město Igny se nachází asi 15 km jihozápadně od Paříže. Obklopují ho obce Verrières-le-Buisson na severu a na severovýchodě, Massy na východě a na jihovýchodě, Palaiseau na jihu, Vauhallan na jihozápadě a Bièvres na západě a na severozápadě.

## Vývoj počtu obyvatel
Počet obyvatel

## Partnerská města
- Crewkerne (Spojené království)
- Köln-Lövenich (Německo)